# NGC 5006
NGC 5006 este o galaxie lenticulară situată în constelația Fecioara. A fost descoperită în 31 martie 1881 de către Ernst Wilhelm Tempel. Se află la o distanță de 38,55 de megaparseci de Pământ.